# Supermarine Aviation Works
La Supermarine Aviation Works era un'azienda aeronautica britannica che divenne famosa per la produzione di numerosi idrovolanti e del noto caccia Spitfire.

## Storia
Noel Pemberton-Billing diede origine alla Pemberton-Billing, Ltd. nel 1913 con l'intento di produrre idrovolanti. Vennero disegnati anche un paio di prototipi di quadriplani che sarebbero dovuti servire per abbattere gli Zeppelin tedeschi, il Supermarine P.B.29 e il Supermarine Nighthawk. Gli aerei erano dotati di mitragliatrici Davis e il Nighthawk possedeva anche un motore separato per l'alimentazione di un faro di ricerca. Dopo l'elezione al parlamento nel 1916 Pemberton-Billing vendette la società a un suo collaboratore, Hubert Scott-Paine, che la rinominò Supermarine Aviation Works, Ltd.. La società divenne famosa per i successi nella Coppa Schneider nel 1927, 1929 e 1931.
Nel 1928 la Vickers-Armstrongs acquisì la Supermarine col nome di Supermarine Aviation Works (Vickers), Ltd. in seguito la Vickers divenne Vickers-Armstrongs (aviation), Ltd., ma la Supermarine operò sempre in autonomia e con il proprio marchio.
Il primo caccia basato a terra della Supermarine fu l'efficace e famoso Spitfire. Lo Spitfire e il più vecchio Hawker Hurricane erano i due caccia in servizio alla RAF che nell'estate 1940 affrontarono con successo i bombardieri e i loro caccia di scorta della Luftwaffe. Nonostante gli Hurricane fossero di più e quindi ebbero un impatto superiore sulla Battaglia d'Inghilterra degli Spitfire, quest'ultimo divenne il simbolo stesso della vittoria inglese sull'aviazione tedesca.

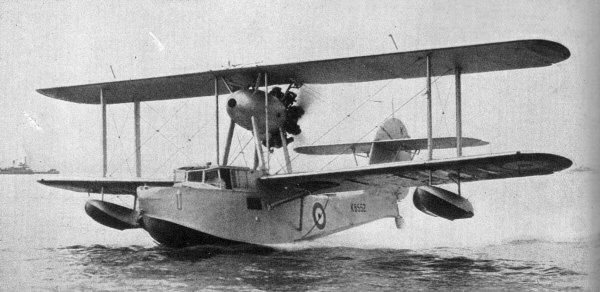
Un Supermarine Walrus dopo aver effettuato un ammaraggio.

Altri famosi aerei della Supermarine furono il Seafire, versione navalizzata dello Spitfire, lo Spiteful e il Seafang, rispettivamente successori dello Spitfire e del Seafire, e il Walrus.
Le industrie più importanti della Supermarine si trovavano a Woolston presso Southampton e per ciò la cittadina fu ampiamente bombardata.
L'ultimo aereo marchiato Supermarine fu il Supermarine Scimitar. Dopo di ciò la Vickers-Armstrongs (Aircraft) venne acquisita dalla British Aircraft Corporation (BAC) e i vecchi nominativi delle fabbriche furono cancellati. A Chirchester, tuttavia la Northshore Marine costruisce ancora motoscafi sotto il nome di Supermarine.

## Produzione
- Pemberton-Billing P.B.25 (1915)
- AD Flying Boat (1916)
- AD Navyplane (1916)

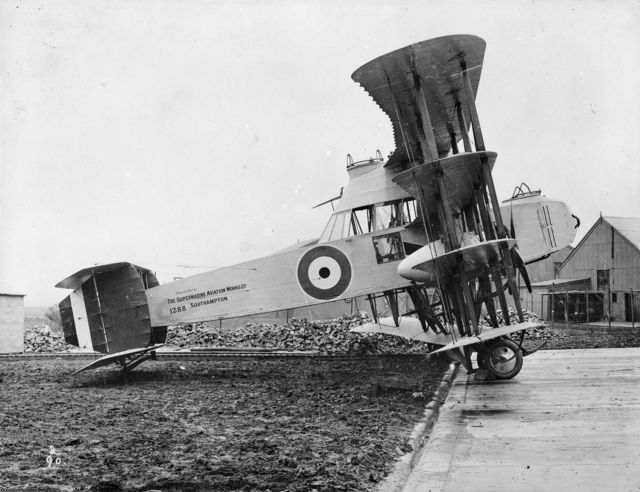
Un Supermarine Nighthawk (1917).

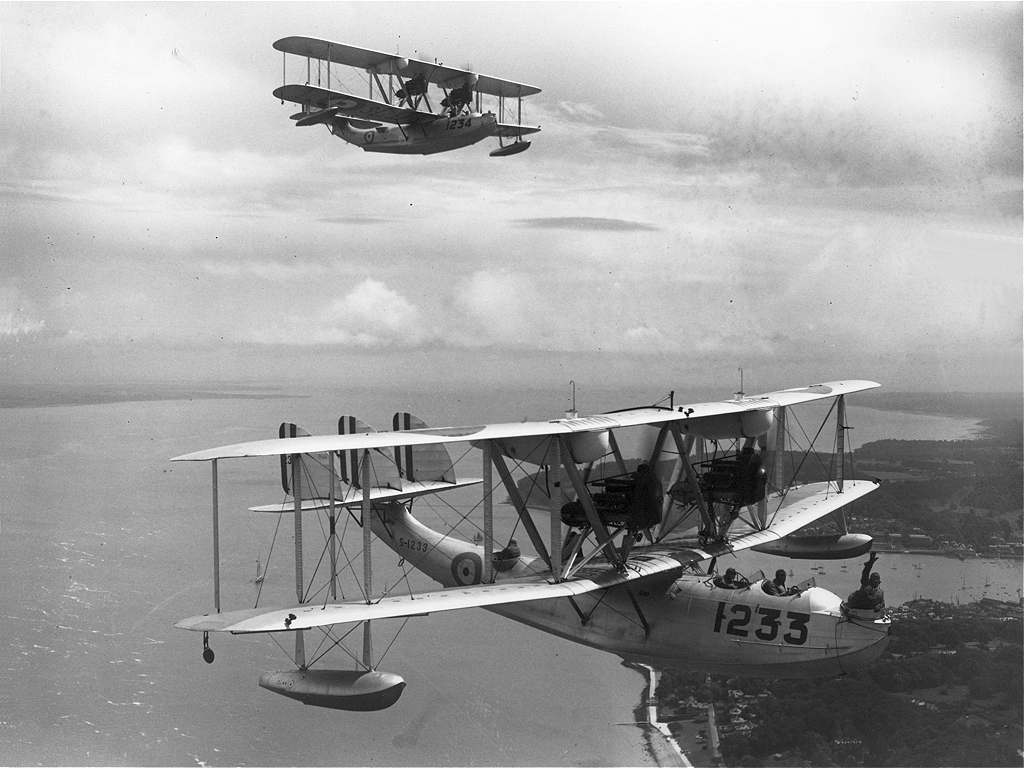
Due Supermarine Southampton in volo.

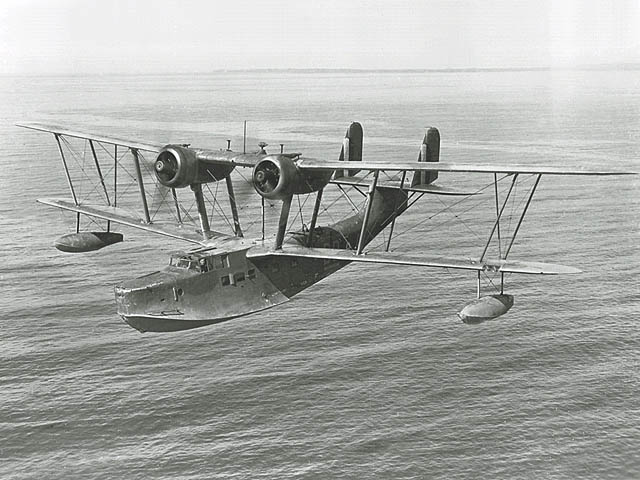
Un Supermarine Stranraer.

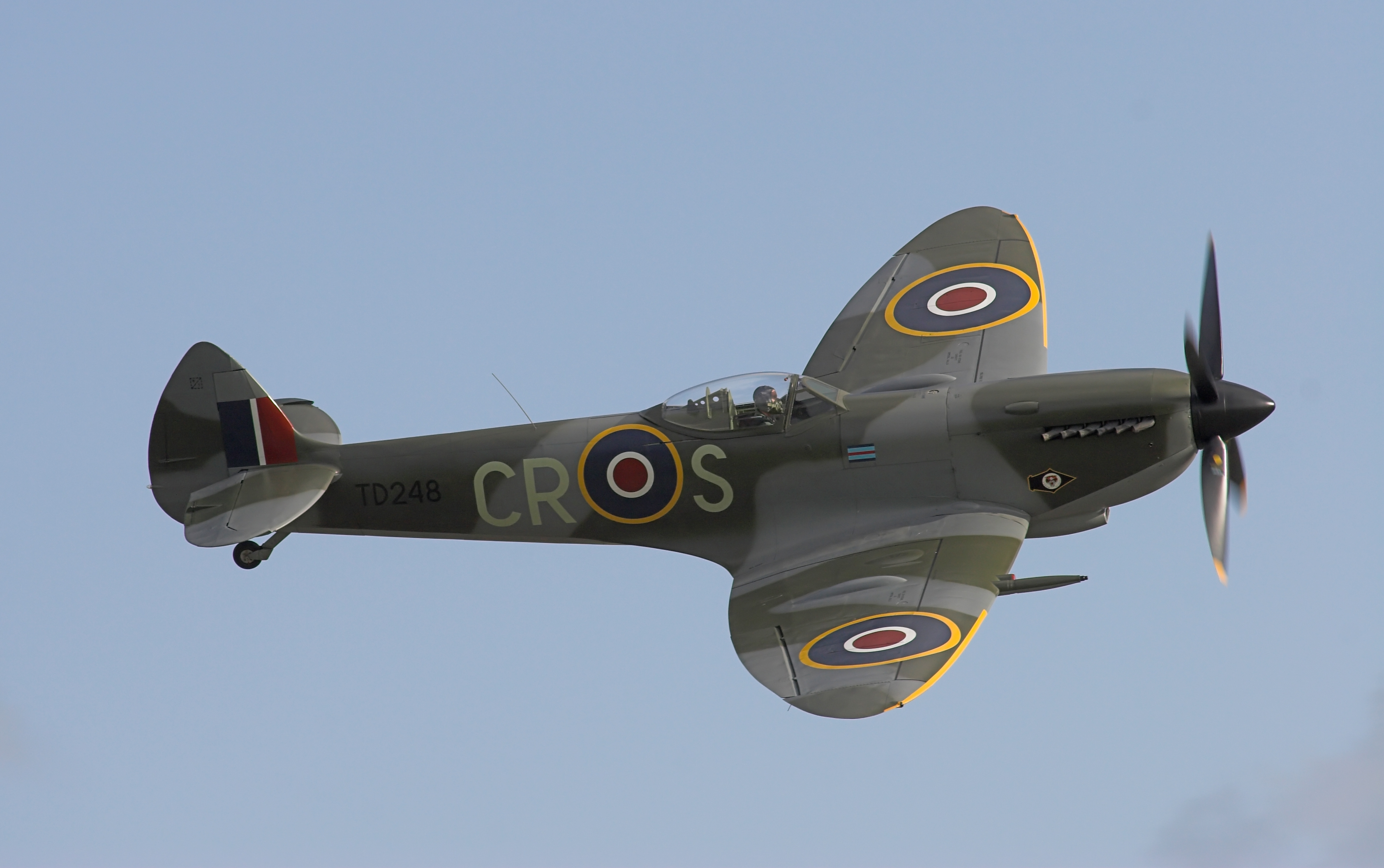
Uno Spitfire in volo.

- Supermarine Nighthawk (1917)  - caccia anti-Zeppelin
- Supermarine Baby (1917) - idrocaccia monoposto
- Supermarine Sea Lion I (1919) - idrovolante per la coppa Schneider
- Supermarine Sea Lion II
- Supermarine Sea Lion III
- Supermarine Channel (1919) - versione civile dell'AD Flying Boat
- Supermarine Scylla inizio anni '20
- Supermarine Sea Urchin inizio anni '20
- Supermarine Commercial Amphibian (1920)
- Supermarine Sea King (1920) - idrocaccia monoposto
- Supermarine Seagull (1921) - aereo da ricognizione anfibio
- Supermarine Seal (1921)
- Supermarine Sea Eagle (1923) - idrovolante civile
- Supermarine Scarab (1924) - versione militare del Sea Eagle
- Supermarine Sheldrake
- Supermarine Swan (1924) - idrovolante sperimentale
- Supermarine Sparrow (1924) - ultraleggero biposto
- Supermarine Southampton (1925) - idrovolante
- Supermarine S.4 (1925) - idrovolante per il Trofeo Schneider
- Supermarine S.5 (1927) - idrovolante per il Trofeo Schneider
- Supermarine Nanok (1927)
- Supermarine Solent (1927)
- Supermarine Seamew (1928) - idrovolante bimotore
- Supermarine S.6 (1929) - idrocorsa monoposto
- Supermarine S.6B (1931) - idrocorsa (il primo aereo a superare le 400 mph)
- Supermarine Air Yacht (1931) - idrovolante per sei passeggeri
- Supermarine Scapa (1932) - idrovolante
- Supermarine Stranraer (1932) - idrovolante multiruolo
- Supermarine Walrus (1933) - anfibio da ricognizione
- Supermarine Spitfire (1936) - caccia monoposto
- Supermarine Seafire - versione navalizzata dello Spitfire
- Supermarine Sea Otter (1938) - idrovolante
- Supermarine 318 (1936) - bombardiere pesante quadrimotore
- Supermarine 322 anche S.24/37 o "Dumbo" (1939)
- Supermarine Spiteful (1944) - sostituto dello Spitfire
- Supermarine Seafang (1946) - sviluppo dello Spiteful
- Supermarine Attacker (1946) - caccia con motore a getto
- Supermarine Seagull ASR (1948) - soccorso marittimo e ricognizione
- Supermarine Swift (1948) - caccia con motore a getto
- Supermarine 508 - prototipo con timoni a V dello Scimitar
- Supermarine Scimitar (1956) - aereo d'attacco

Progetti incompiuti:
- Supermarine Type 224 - progetto per un caccia del 1934
- Supermarine Type 305 (1938) - progetto per una versione con torretta dello Spitfire
- Supermarine Type 324 - progetto per un caccia bimotore, triciclo con motori Rolls-Royce Merlin e ali dello Spitfire
- Supermarine Type 545 - versione supersonica dello Swift
- Supermarine Type 553 (1953) - progetto per un caccia da mach 2
- Supermarine Type 559 (1955) - progetto per un caccia da quote elevate supersonico
- Supermarine Type 571